# Aporrhipis flexilis
Aporrhipis flexilis is een keversoort uit de familie waaierkevers (Rhipiphoridae). De wetenschappelijke naam van de soort is voor het eerst geldig gepubliceerd in 1887 door Pascoe.